# 濱村春香
濱村 春香（はまむら はるか、1996年4月10日 - ）は、元ホリプロアナウンス室所属のフリーアナウンサー。元テレビせとうちアナウンサー。岡山県出身。神戸大学経済学部卒業。

## 人物
大学3年生の時に、神戸大学七夕祭浴衣美人コンテストに出場した。
大学を卒業後、テレビせとうちにアナウンサーとして入社した。『TSC NEWS』などニュース番組を担当した。

## 趣味・特技
- 趣味：ドラマ鑑賞、読書、スキー、スノーボード。
- 特技：手先が器用で小さい鶴を折れる、ピアノ、動画編集。

## 出演

### 過去の出演番組
- ZIP!（日本テレビ、2022年4月 - 2024年3月）
- かながわ旬菜ナビ（2020年4月5日 - 2022年3月27日、tvk）- 5代目旬菜キャッチャー

## ラジオ出演
- JA Fresh Market [1] （2020年5月2日、FM横浜）- ゲスト出演